# Pelym (Swerdlowsk, Pelym)
Pelym (russisch Пелы́м) ist eine Siedlung städtischen Typs in der Oblast Swerdlowsk in Russland mit 3376 Einwohnern (Stand 14. Oktober 2010).

## Geographie
Der Ort liegt etwa 470 km Luftlinie nördlich des Oblastverwaltungszentrums Jekaterinburg im westlichen Teil des Westsibirischen Tieflands am linken Ufer des namensgebenden Tawda-Nebenflusses Pelym.
Pelym ist Verwaltungszentrum des Stadtkreises Pelym, zu dem außerdem die Siedlungen Atymja, Kerschal, Nerpja und Werschina gehören; die drei letzteren sind jedoch faktisch aufgegeben. Die Siedlung ist gemeindefrei, da es die entsprechende Verwaltungsebene (hier Stadtgemeinde/gorodskoje posselenije), wie in Russland in Stadtkreisen üblich, nicht gibt.

## Geschichte
Der Ort entstand 1962 im Zusammenhang mit dem Bau der Eisenbahnstrecke Iwdel – Priobje und als Standort der Forstwirtschaft sowie Basis für den Bau von Erdgaspipelines von Westsibirien in den europäischen Teil der Sowjetunion. Er ist nicht zu verwechseln mit dem bereits Ende des 16. Jahrhunderts entstandenen heutigen Dorf Pelym, das 170 km südsüdöstlich im Stadtkreis Gari der Oblast Swerdlowsk an der Mündung des Flusses Pelym liegt.
Seit 1989 besitzt Pelym den Status einer Siedlung städtischen Typs. Zum 10. November 1996 es eine eigenständige Verwaltung, nachdem es zuvor seit seiner Entstehung der 90 km südwestlich gelegenen Stadt Iwdel unterstellt war. Per 1. Januar 2006 wurde Pelym Verwaltungssitz eines gleichnamigen, aus dem Stadtkreis Iwdel herausgelösten Stadtkreises.

### Bevölkerungsentwicklung
| Jahr | Einwohner |
| ---- | --------- |
| 2002 | 3708      |
| 2010 | 3376      |

Anmerkung: Volkszählungsdaten

## Verkehr
Pelym liegt bei Kilometer 95 der auf diesem Abschnitt 1966 eröffneten Eisenbahnstrecke Iwdel – Priobje, die an die Strecke Kuschwa (Goroblagodatskaja) – Serow – Polunotschnoje anschließt. Einige Kilometer nördlich der Siedlung folgt der Bahnstrecke der Teilabschnitt Iwdel – Jugorsk der im Bau befindlichen über 2500 km langen Fernstraße Nördliche Latitudinalmagistrale (Sewernaja schirotnaja magistral) von Perm über Chanty-Mansijsk nach Tomsk. Der nach 2000 fertiggestellte Abschnitt von Iwdel bis zur Grenze zum Autonomen Kreis der Chanten und Mansen/Jugra 40 km östlich von Pelym trägt gegenwärtig (2014) als Regionalstraße der Oblast Swerdlowsk die Nummer 65K-431. Zuvor war Pelym nicht an das feste, ganzjährig befahrbare Straßennetz angeschlossen.